# Cabruêra
Cabruêra é um grupo musical brasileiro, formado em 1998 na Paraíba. Sua principal característica é misturar influências do cancioneiro popular nordestino (repente, embolada, bandas de pífano) com sonoridades globais (rock, música eletrônica).
A banda foi formada por alunos da UFPB campus II, em Campina Grande (PB) - atualmente UFCG.

## Biografia
O primeiro CD foi gravado em 2000 e relançado em 2001 pela Nikita Music. Ainda em 2001, o grupo fez sua primeira excursão à Europa. Recebeu o Kikito de "Melhor trilha sonora" no Festival de Gramado, pelo curta-metragem "A Canga", de Marcus Vilar. No final daquele ano os integrantes do grupo se mudaram para o Rio de Janeiro.
Participou de festivais na Inglaterra, Dinamarca, Itália, República Tcheca, Alemanha, França, Holanda, Bélgica, Suíça e Portugal, e seu segundo álbum foi lançado mundialmente em 2005 pela gravadora alemã Piranha Records. Teve músicas incluídas em diversas coletâneas lançadas no Brasil, Japão, EUA, Portugal, França e Alemanha. Também teve músicas sincronizadas em filmes e documentários no Brasil, EUA e Europa.
Dos festivais no exterior destacam-se o MIDEM na França, o Roskilde na Dinamarca, a POPKOMM na Alemanha, WOMAD na Itália e o Montreux Jazz Festival na Suíça. No Brasil o grupo tem passagem pelo Abril Pro Rock, Goiânia Noise, Rec Beat, Mada, Festival Calango, Porto Musical, Feira Musica Brasil entre outros.

### Origem do nome
Termo do cangaço, cabruêra é uma corruptela de cabroeira, que significa "bando de cabras", podendo ser aplicado tanto para um grupo de animais quanto para um agrupamento humano, como os cabras de Lampião. A cabra é um animal que resiste à seca por sua capacidade de devorar tudo o que vem pela frente. Semelhantemente, o grupo Cabruêra também se propõe a "devorar" as mais diversas informações musicais, "digerindo-as e vomitando-as emolduradas com recursos tecnológicos", numa atualização do Manifesto Antropofágico (1928) de Oswald de Andrade.

## Integrantes
- Arthur Pessoa - violão esferográfico, escaleta e voz[2]
- Edy Gonzaga - baixo e vocais
- Leonardo Marinho - guitarra
- Pablo Ramires - bateria e vocais

## Discografia
- 2000 - Cabruêra (independente)
- 2001 - Cabruêra (Nikita Music)
- 2002 - Cabruêra 2002 (Alula Records, EUA)
- 2004 - O Samba da Minha Terra (Nikita Music)
- 2005 - Proibido Cochilar (Piranha Records, Alemanha)
- 2005 - Sons da Paraíba (independente)
- 2010 - Visagem (independente)
- 2012 - Nordeste Oculto (independente)
- 2015 - Colors of Brazil (Tumi Music)
- 2022 - Sol a Pino (Pólen Records, Colômbia)

Coletâneas
- 2000 - O Melhor do Forró No Maior São João Do Mundo - BMG
- 2000 - Cantata Popular 2 - Sebo Cultural
- 2001 - Piranha World - Piranha Records
- 2002 - Brasil All Stars - Alemanha - Piranha Records
- 2003 - Brasil Lounge 2 - Portugal - Difference Music
- 2004 - Brasil Lounge 3 - Portugal - Difference Music
- 2004 - Favela Chic - França  (também em vinil)- Universal
- 2004 - Vibrations - França
- 2004 - Abril Pro Rock 2004 - Astronave
- 2004 - Music From Northeast - Astronave
- 2005 - Rumos - Itau Cultural - DMC
- 2005 - Nordeste Atômico - Japão - JVC
- 2006 - Nordeste Atômico 2 - Japão - JVC
- 2006 - World Cup Party - Alemanha - Piranha Music
- 2006 - Busta Brasileira - Japão - Nikita Music
- 2006 - News Sounds From Northeast Brazil – Loaka Bop
- 2007 - Piranha Jubille Series, Vols. 05, 06, 07, 08 e 10 – Piranha Music
- 2011 - The New Brazilian Music - (BM&A,ApexBrasil,Brasil Music Exchange)